# Nøtterøy
Nøtterøy is een voormalige gemeente in de Noorse provincie Vestfold. De gemeente telde 21.748 inwoners in januari 2017. De gemeente omvatte naast het grootste deel van het eiland Nøtterøy een aantal kleinere, omliggende eilanden. Het gemeentebestuur zetelde in het dorp Borgheim.
Op 1 januari 2018 fuseerde Nøtterøy met de gemeente Tjøme. De nieuwe gemeente kreeg de naam Færder.

## Plaatsen in de gemeente
- Årøysund
- Glomstein

## Geboren
- Trygve Bratteli (1910-1984), politicus
- Jan P. Syse (1930-1997), politicus
- Fred Anton Maier (1938-2015), langebaanschaatser

Færder · Holmestrand · Horten · Larvik · Sandefjord · Tønsberg

Voormalige gemeente: Andebu · Hof · Lardal · Nøtterøy · Re · Sande · Stokke · Svelvik · Tjøme